# C19H39NO
化学式C19H39NO（摩尔质量：297.527 g/mol）可以指以下化合物：
- 十九酰胺，CAS号：58185-32-3
- 异十三吗啉，混合CAS号：24602-86-6 
  - (2S,6S)-异构体，CAS号：56048-49-8 
  - (2R,6R)-异构体，CAS号：？
  - (2S,6R)-异构体，CAS号：56048-48-7 （内消旋化合物）

|  | 这个同类索引页列出了具有相同分子式的化学物（即同分異構體）条目。 除非您是有意链接至本页，否则应将相应条目的内部链接指向正确的条目。 |